# Böttcherstraße (Wismar)

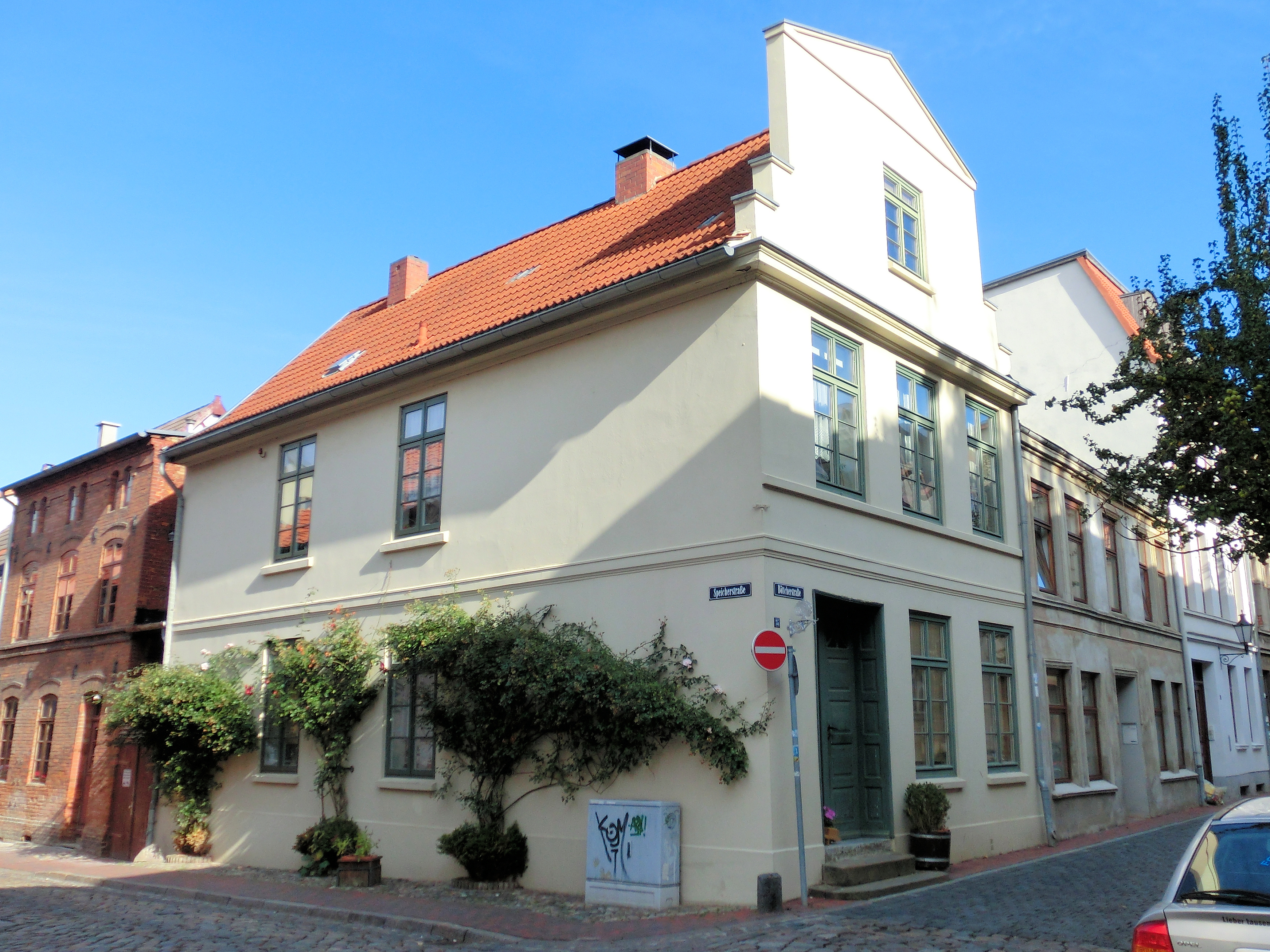
Nr. 35

Die historische kurze Böttcherstraße ist in Wismar in der Altstadt, die wie der Alte Hafen unter dem besonderen Schutz der UNESCO steht, nachdem Wismar 2002 in die Welterbeliste aufgenommen wurde.
Sie führt in Ost-West-Richtung von der Krämerstraße / Breite Straße bis zur Straße Heide und zum Alten Hafen.

## Nebenstraßen

Wismar zur Zeit der Hanse

Die Nebenstraßen und Anschlussstraßen wurden benannt als Krämerstraße im 13. Jahrhundert benannt nach den dortigen Kaufleuten als Krämer u. a. für Gewürze, Tuchwaren, Garn etc., Breite Straße für eine Straße mit im Mittelalter ungewöhnlicher Breite, Büttelstraße nach den Gerichtsdienern und deren Sitz, Beguinenstraße nach den hier wohnenden unabhängigen mittelalterlichen Frauen als Beguinen, Speicherstraße erwähnt 1357 als spiekerstrate nach nahe beim Hafen stehende Speicher und Heide im 15. Jh. vermutlich nach der Heide.

## Geschichte

### Name
Die Böttcherstraße wurde benannt nach dem mittelalterlichen Beruf der Küfer und Fassbinder. Die bekannte Böttcherstraße (Bremen) ist bedeutend wegen ihrer Architektur und Kulturdenkmale.

### Entwicklung
Wismar wurde im Mittelalter ein wichtiges Mitglied der Hanse.
In diesem Teil der Neustadt gehörte die erste mittelalterliche Pfarrkirche zur zweiten Phase der Stadtgründung bis 1250. Die erste Georgenkirche wurde 1269 erstmals erwähnt. Im ersten Viertel des 14. Jahrhunderts wurde mit dem Neubau der jetzigen Basilika begonnen. 1404 war der Beginn des dritten Bauphase der Kirche. Um diese Kirche herum erweiterte sich auch die Altstadt.
Mit finanzieller Unterstützung des EU-Programmes Interreg wurde zwischen 2006 und 2008 ein integratives Konzept, eine Strategie und Handlungsempfehlungen für das Altstadtquartier 26 (Lübsche Straße – Neustadt – Heide – Böttcherstraße – Beguinenstraße) entwickelt.

## Gebäude, Anlagen (Auswahl)
An der ruhigen Straße stehen zumeist zwei- bis dreigeschossige Wohnhäuser. Die mit (D) gekennzeichneten Häuser stehen unter Denkmalschutz.
- Breite Straße Nr. 2: 2-gesch. Wohn- und Geschäftshaus mit Walmdach und Fast-Food-Restaurant
- Nr. 8: 3-gesch. saniertes Wohn- und Geschäftshaus mit Ferienwohnungen
- Nr. 13: Spielplatz Böttcherstraße
- Nr. 23 bis 27: Wohnhäuser; nach nicht genehmigtem Abrissantrag und Wechsel des Eigentümers (2015) entstand ein Neubau und zwei Häuser wurden erhalten.[4][5]
  - Nr. 23: 3-gesch. saniertes Wohnhaus vom Ende des 19. Jh. mit Quaderputz
  - Nr. 25: 2-gesch. Wohnhaus (D) mit farbiger Haustür; mit gotischem bis spätgotischem Kern als frühere sogenannte Bude (in Wismar nur vier erhaltene Handwerkerbuden), im Frühbarock erneuert mit klassizistischen Veränderungen, saniert 2019[6]
  - Nr. 27: 3-gesch. Wohnhaus als Neubau von 2017/18 in einer Baulücke
- Nr. 28 bis 32: Wohnhäuser, geplant: Sanierung oder Neubau[7]
- Nr. 35, Ecke Speicherstraße: 2-gesch. saniertes Wohnhaus (D) mit einem hohen Giebel

### Denkmale, Gedenken
- Stolpersteine in Wismar bei Gebäude
  - Nr. 4: Für Ernst Scheel (1872–1944), ermordet im KZ Dachau